# Потапов Лев Григорович
Лев Григорович Потапов (рос. Лев Григорьевич Потапов; нар. 28 жовтня 1992, Йошкар-Ола, Марій Ел, Росія) — російський футболіст, захисник.

## Життєпис
Дебютував за «Спартак» (Йошкар-Ола) в Другому дивізіоні Росії 21 липня 2012 року в поєдинку проти КАМАЗ (Набережні Челни).
Дебютував у ФНЛ Росії за «Нафтохімік» (Нижньокамськ) 7 липня 2019 року в поєдинку проти «Мордовії» (Саранськ).